# Rathaus (Grafing bei München)

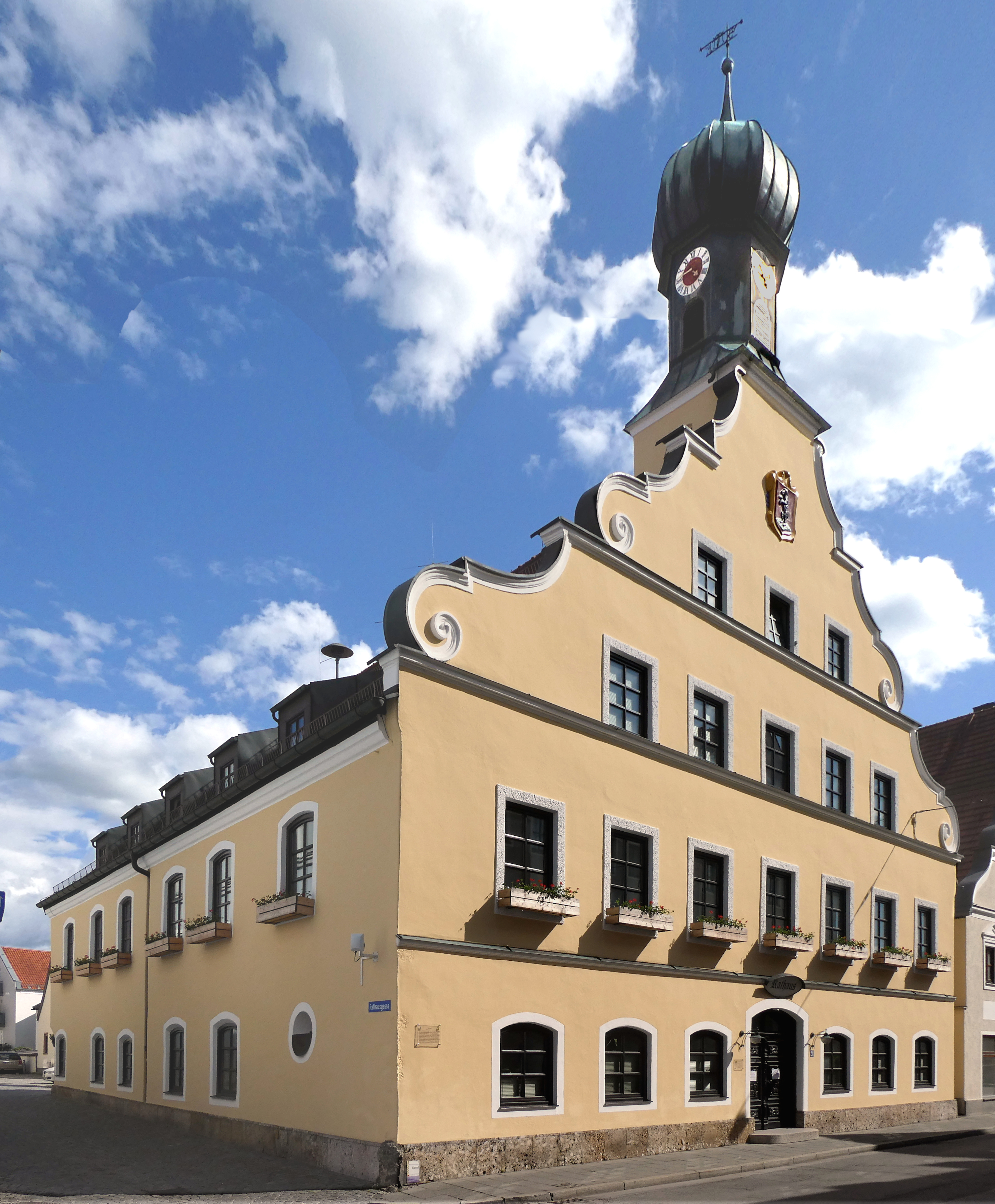
Rathaus in Grafing

Das Rathaus in Grafing bei München, einer Stadt im oberbayerischen Landkreis Ebersberg, wurde – nachdem der Vorgängerbau einem Brand zum Opfer gefallen war – im Jahr 1768 errichtet. Das Rathaus am Marktplatz 28 ist ein geschütztes Baudenkmal. 
Der breite zweigeschossige Giebelbau mit Satteldach und sechs zu sieben Fensterachsen wird von einem massiven Dachreiter mit Zwiebelhaube und Uhr bekrönt. Im Giebel ist das Wappen der Stadt, ein aufsteigender schwarzer Bär, als Relief angebracht. 
Der barockisierende Schweifgiebel entstand in den Jahren 1888/89. 